# Philmontis nigrofasciatus
Philmontis nigrofasciatus är en insektsart som beskrevs av Willemse, C. 1966. Philmontis nigrofasciatus ingår i släktet Philmontis och familjen vårtbitare.

## Underarter
Arten delas in i följande underarter:
- P. n. minima
- P. n. nigrofasciatus